# Natalie Horler
Natalie Horler (Bonn, 23 september 1981) is internationaal bekend als de leadzangeres van het eurodancetrio Cascada. Deze groep bestaat uit Horler en het producersduo Manuel Reuter (DJ Manian) en Yann Peifer (Yanou).
Horler is in Duitsland geboren, waar ze ook vandaag voornamelijk leeft en werkt, maar is beïnvloed door de Britse levensstijl omdat haar ouders Engelsen zijn. Haar meest bekende nummers zijn Everytime We Touch en Miracle met Cascada. Haar vader David is een jazzmusicus. Op jonge leeftijd wilde ze vaak dingen opnemen in de studio van haar vader en ze besloot al snel dat ze zangeres wilde worden. Naast zingen houdt ze ook erg van dansen. Ze heeft verschillende soorten dans beoefend, waaronder stepdance, jazzdance, hiphop en streetdance.

## Cascada
Op 18-jarige leeftijd begon Horler te werken in studio's en maakte ze nummers voor verschillende DJ's. Uiteindelijk vormde ze de groep Cascade (wat later werd veranderd in Cascada, het Spaanse woord voor waterval) en ging ze toeren met haar danseressen Essa en Falk. Op 21 februari 2006 bracht ze (samen met DJ Manian en Yanou, onder de naam Cascada) haar eerste album uit, getiteld Everytime We Touch. De singles van dit album zijn Everytime We Touch, Bad Boy, Miracle, Truly, Madly, Deeply (een cover van Savage Garden) en A Neverending Dream (een cover van X-Perience).
Op 3 december 2007 kwam het tweede Cascada-album (Perfect Day) uit, waarop Horler (vanzelfsprekend) de vocalen voor haar rekening nam. De singles van dit album zijn What Hurts the Most (een cover van Rascal Flatts), What do you want from me, Last Christmas (een cover van WHAM!), Endless Summer (een van de twee nummers van toen Horler nog bij Siria zat, samen met DJ Manian), Because the Night (een cover van The Patti Smith Group) en Faded (een cover van Kate DeAraugo).

## Eurovisiesongfestival 2013
In 2013 werd een fotoreportage in de Duitse versie van het blad Playboy geplaatst die een verband legt met haar deelname aan het Eurovisiesongfestival.
- International Standard Name Identifier: 0000 0004 3982 8876
- Library of Congress Control Number: no2006028358
- MusicBrainz: 93abdd15-b860-403b-9b2c-86f3f1ea4ea7
- Virtual International Authority File: 73602824
- WorldCat: E39PBJqqx7J9KXd9dRGc9mcwYP